# Pesca con la mosca

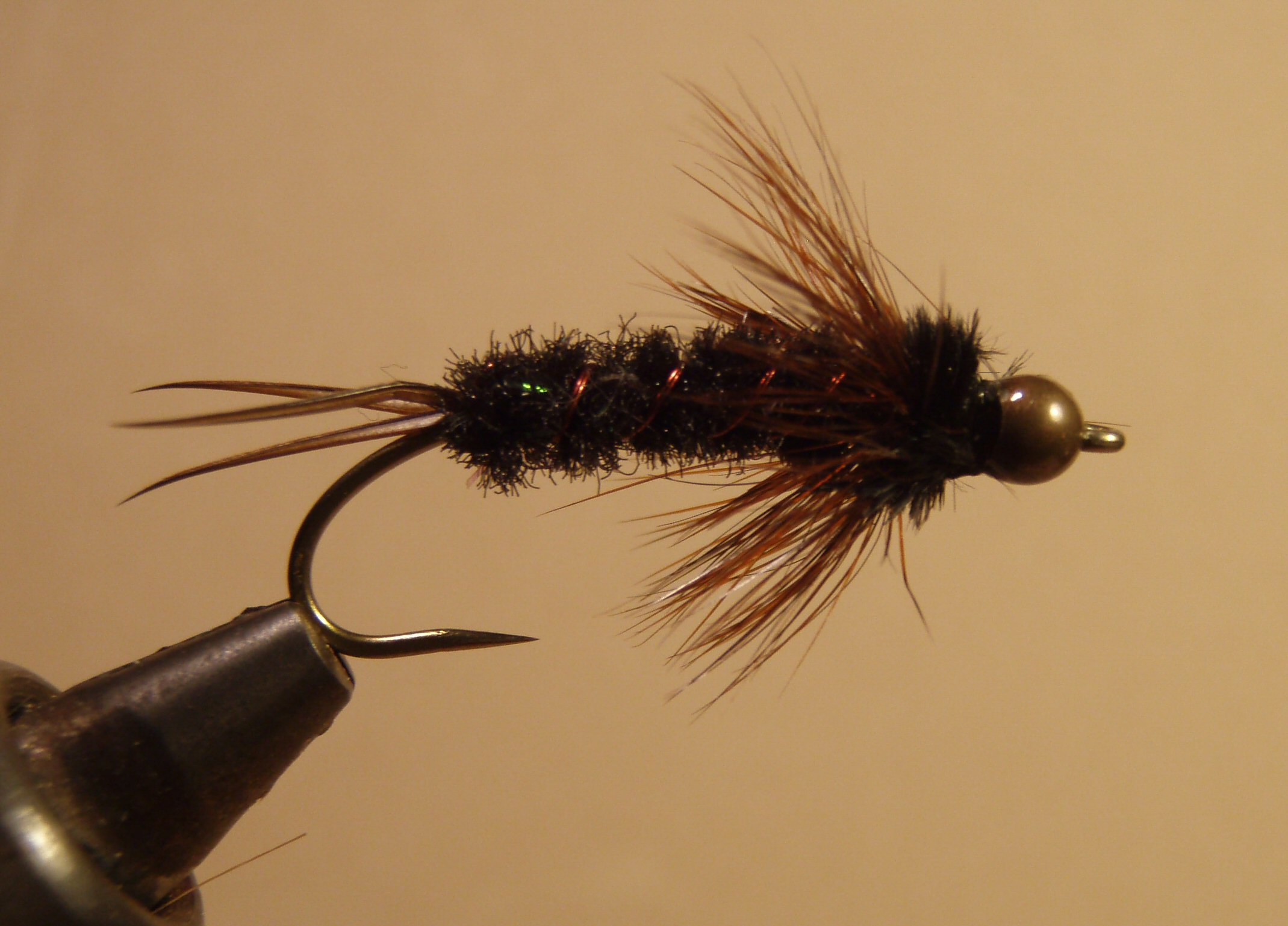
Esempio di ninfa

La pesca con la mosca (o pesca a mosca) è un tipo di pesca sportiva definita così perché vengono utilizzate particolari esche artificiali costruite a imitazione, in tutte le loro fasi di sviluppo e vita, di insetti che nascono, si sviluppano, si riproducono e muoiono nell'ambiente acquatico, ma anche insetti detti terrestrial, come formiche, cavallette, vespe ecc. In ogni caso l'esca viene chiamata "mosca" pur imitando anche altre creature di cui il pesce si nutre, come altri pesci, gamberetti, ecc.

## Attrezzatura
Viene effettuata con una attrezzatura composta da canna di diverse lunghezze e materiali (legno, bambù, fibra di vetro o grafite), mulinello per pesca mosca (detto "contenitore di coda"), una lenza di diametro decrescente (detta "coda di topo") e vari accessori a supporto del pescatore. Tale attrezzatura è necessaria per poter lanciare l'esca artificiale (detta "mosca") a volte avente pesi molto leggeri, a diversi metri di distanza, tramite delle tecniche di lancio a volte molto complicate, volte alla migliore posa possibile dell'artificiale in acque spesso mosse. Alla coda di topo viene legato un finale conico di nylon di lunghezza variabile in rapporto al tipo di esca e alla lunghezza della canna, oltre che all'ambiente di pesca (2–5 m).

## Tecnica di pesca
La tecnica del lancio, come della costruzione degli artificiali, può essere appresa studiando manuali o frequentando un corso. Le tecniche di pesca in torrente sono essenzialmente quattro: mosca secca, mosca sommersa, ninfa e streamer.
La mosca secca si utilizza quando i pesci si stanno alimentando in superficie mangiando gli insetti che si sono posati sull'acqua. Quindi si usano in questo caso esche di medio-piccola grandezza estremamente galleggianti. L'esca riproduce un insetto nello stadio vitale detto "imago", corrispondente allo stato adulto dell'insetto.
La mosca sommersa si utilizza quando i pesci si alimentano subito sotto la superficie. In questo caso l'esca imita lo stadio vitale dell'insetto detto "sub-imago".
La ninfa si utilizza quando i pesci stazionano sul fondo e si nutrono di insetti subacquei e larve, detti "ninfe". Si usano quindi esche piombate. La piombatura in questo tipo di pesca non viene mai applicata alla lenza ma direttamente nella costruzione della mosca, aggiungendo alcune spire di filo di metallo (piombo, rame o tungsteno) sull'amo o servendosi di piccole sfere metalliche forate e inserite nell'amo dette testine.
Lo streamer è una tecnica che si avvicina molto a quella dello spinning in quanto vengono utilizzate esche di dimensioni medio-grandi da recupero. Si tenta in questo caso di imitare piccoli pesci, gamberi, rane e piccoli roditori. Le esche vengono lanciate e recuperate con piccoli strappi dati dalla punta della canna o dal recupero repentino della coda di topo.
La pesca a mosca è considerata da molti una forma d'arte che va oltre la semplice cattura di un pesce da esibire agli amici. Più che la cattura di per sé, è infatti considerato di maggior importanza la modalità con cui la preda viene catturata, portando ad esempio il gioco del golf, nel quale lo scopo non è semplicemente il mettere una pallina in un buco per terra, ma il come farlo (con mazze da golf di diverso tipo). È consuetudine da parte dei pescatori a mosca pescare cercando di provocare il minor danno alla fauna ittica. A questo scopo si usano sovente ami senza ardiglione, secondo il cosiddetto spirito No-Kill: rilasciare sempre il pesce che si cattura, qualunque sia la taglia, se il suo prelievo reca un danno significativo all'ecosistema del corso d'acqua.

## Scuole di pesca a mosca in Italia
A Castel di Sangro (AQ) è presente un Museo Internazionale della pesca a mosca intitolato a Stanislao Kuckiewicz, aperto dalla Scuola Italiana di Pesca a Mosca ("S.I.M."). Oltre a questa esiste il "C.I.P.M." (Club Italiano Pescatori a Mosca) la più vecchia scuola di pesca a Mosca in Italia, inoltre  esiste la Scuola Nazionale di Lancio-UNPeM (Unione Nazionale Pescatori a Mosca) e la S.L.M. Scuola Lancio Mosca con sede al Ramo dei Prati.